# Bướm vua
Bướm vua hay bướm chúa (danh pháp hai phần: Danaus plexippus) là một loài bướm ngày thuộc phân họ Danainae, trong họ Nymphalidae. Có lẽ là loài bướm được biết đến nhiều nhất trên toàn Bắc Mĩ. Vào thế kỷ 19, nó cũng được tìm thấy ở New Zealand và cũng được biết ở Úc từ năm 1871.

## Khóa phân loại
Bướm vua là một trong số các loài được Linnaeus mô tả trong cuốn Systema Naturae (Hệ thống Tự nhiên) năm 1758. Ban đầu loài này được xếp trong chi Papilio. Năm 1780, Jan Krzysztof Kluk xếp bướm vua vào chi mới Danaus và coi đây là loài điển hình của chi này.
Bướm vua rất giống hai loài khác, trước đây cùng thuộc phân chi Danaus (Danaus): Danaus cleophile phân bố ở Jamaica, Hispaniola và Danaus erippus phân bố ở phía nam của Nam Mỹ, khu vực sông Amazone. Nhộng của bướm vua có khác đôi chút so với nhộng của D. erippus, nhưng bướm trưởng thành gần như không thể phân biệt với nhau, do đó D. erippus thường được coi là một phân loài của bướm vua. Nhưng các phân tích về hình thái học, mtDNA 12S rRNA, nhiễm sắc thể c oxidase phân nhóm I, nuclear DNA 18S rRNA và chuỗi EF1 α do Smith et al. thực hiện năm 2005 đã chứng minh chúng là hai loài riêng biệt. Sự phân chia hai loài này mới xảy ra gần đây. Tổ tiên của D. erippus tách khỏi quần thể D. plexippus vào thế Pliocen. Lúc này, mực nước biển dâng cao và toàn bộ vùng thấp của đồng bằng Amazon không còn thích hợp cho bướm sinh sống.
Theo Smith et al. (2005), hai phân loài sau đây đã được công nhận:
- D. p. plexippus, được Linnaeus mô tả năm 1758, là phân loài di cư từ Bắc Mỹ.
- D. p. megalippe, được Jacob Hübner đặt tên khoa học năm 1826, là phân loài không di cư, chúng có mặt tại Florida và Georgia, qua Caribbe và Trung Mỹ đến tận sông Amazon. Có ba nhóm địa phương (thứ) từng được coi là các phân loài nhưng nay căn cứ vào màu sắc đã được xếp vào phân loài D. p. megalippe:
  - D. p. m. forma leucogyne, do Arthur G. Butler đặt tên năm 1884
  - D. p. m. forma portoricensis, do A.H. Clark đặt tên năm 1941
  - D. p. m. forma tobagi, do A.H. Clark đặt tên năm 1941

Smith et al. không xem xét Danaus plexippus nigrippus trong nghiên cứu của ông. Theo Hay-Roe et al. (2007), đây cũng là một phân loài:
- D. p. nigrippus, vào năm 1909 được Richard Haensch coi là thứ (forma): Danais  [sic] archippus f. nigrippus, phân bố ở Nam Mỹ, nam Nicaragua.

## Từ nguyên
Danaus (Greek Δαναός) là chắt của thần Zeus, trong thần thoại là vua của Ai Cập hoặc Libya, đã lập nên Argos; Plexippus là một trong 50 con trai của Aegyptus, anh em sinh đôi với Danaus.
Trong tiếng Hy Lạp, plexippos (πληξιππος) nghĩa là "nài ngựa". Tại lần xuất bản thứ 10 của Systema Naturae, cuối trang 467, Linnaeus viết rằng cái tên Danai festivi, được chuyển sang từ chi cũ với tên Papilio plexippus, xuất phát từ tên các con trai của Aegyptus.

## Mô tả
Cánh của bướm chúa có hoa văn màu cam và đen dễ nhận ra, với sải cánh khoảng 8,9 cm đến 10,2 cm (Loài bướm phó vương giống kích thước, màu sắc, hoa văn, nhưng có thể phân biệt bằng một cái vằn đen ngang qua cánh sau). Bướm cái có vân đậm hơn trên cánh, bướm đực có đốm ở giữa mỗi cánh sau là nơi pheromon được tiết ra. Con đực lớn hơn một chút so với con cái.

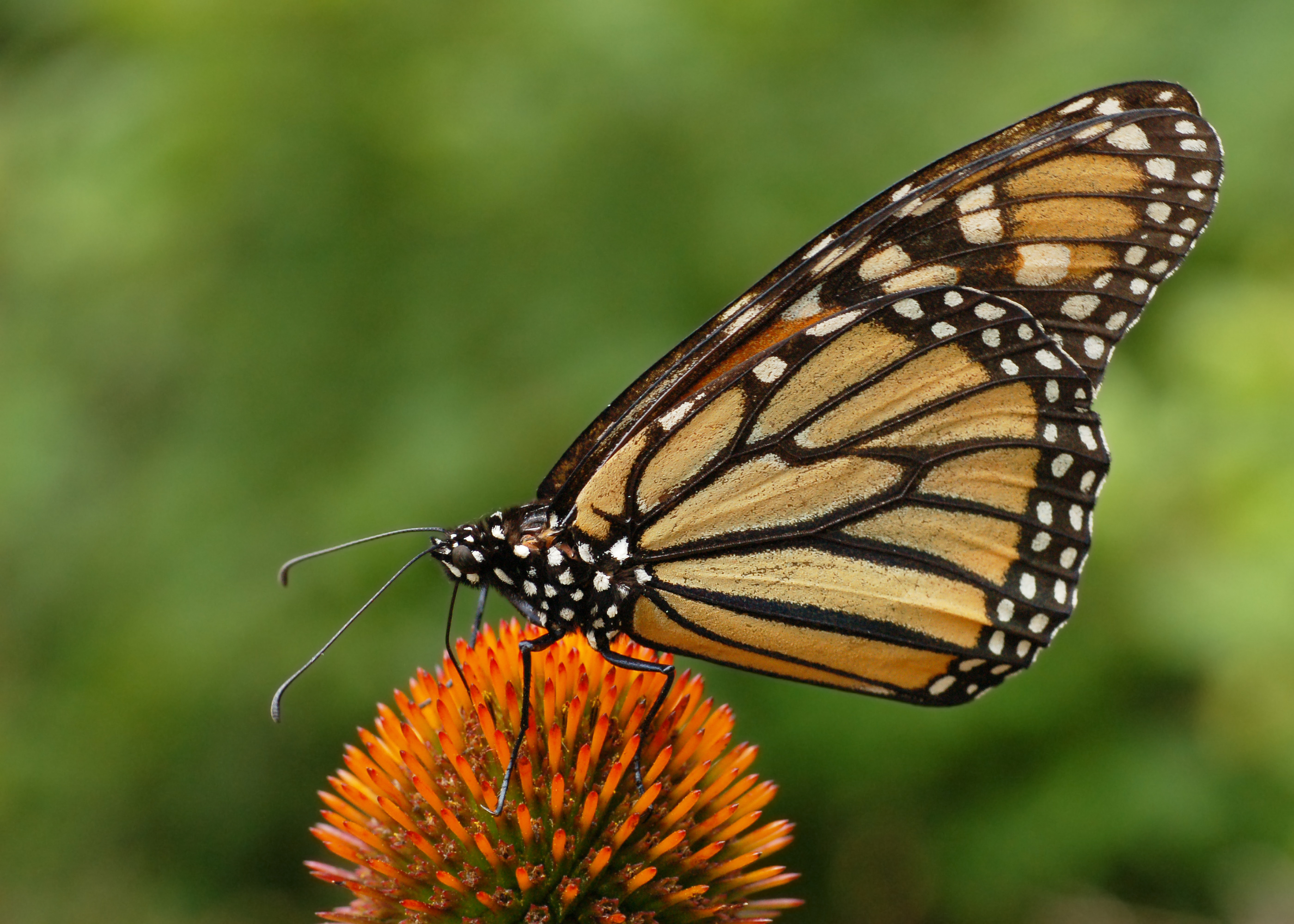
Bướm vua thuộc phân loài D. p. plexippus hút mật từ hoa Echinacea purpurea

Giống như các loài côn trùng khác, bướm vua có sáu chân nhưng nó thường chỉ đi bằng bốn chân sau vì hai chân trước áp sát vào thân.
Trứng bướm vua ban đầu có màu trắng ngà, sau chuyển sang màu vàng nhạt, hình bán côn, dài, với khoảng 23 đường gờ chạy dọc..
Mỗi quả trứng nặng khoảng 0,46 mg, cao 1,2 mm và rộng 0,9 mm.
Sâu bướm có các sọc vàng, đen và trắng. Đầu chúng cũng có sọc màu vàng và đen. Chúng có hai cặp râu nằm ở hai phía thân. Sâu bướm đạt đến chiều dài 5 cm.
Nhộng có màu xanh với một dải màu đen vàng ở cuối bụng. Trên ngực, cánh và trên mắt cũng có những chấm vàng.

## Phân bố
Tại Bắc Mỹ, bướm vua phân bố từ nam Canada đến bắc phần Nam Mỹ. Thỉnh thoảng chúng cũng sang đến Tây Âu theo đường vận chuyển hàng hải hoặc khi có điều kiện thời tiết và hướng gió phù hợp. Bướm vua cũng có mặt ở Bermuda, Hawaii, Solomon, New Caledonia, New Zealand, Úc, New Guinea, Sri Lanka, Ấn Độ, Azores và quần đảo Canary.

## Di cư

Đường di cư của bướm vua

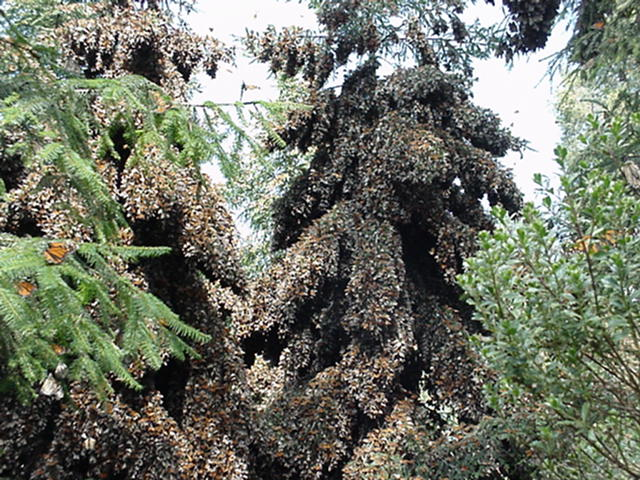
Bướm vua đậu trên cây Abies religiosa trên đường trú đông, tại Angangueo, Michoacan, Mexico.

Bướm vua ở California

Từ tháng 8, bướm vua từ Bắc Mỹ di cư xuống phương nam. Chúng quay về phương bắc vào mùa xuân.
Bướm vua là loài bướm duy nhất di cư theo cả hai hướng Bắc – Nam và Nam - Bắc như các loài chim. Tuy nhiên, do vòng đời của nó ngắn nên trong quá trình di cư không có cá thể nào trong đàn bướm sống sót. Chúng đẻ trứng trên suốt hành trình di cư.
Thời gian của mỗi hành trình vượt xa tuổi thọ bình quân của hầu hết các cá thể bướm vua. Bướm vua sinh ra vào đầu mùa hè có tuổi thọ ít hơn hai tháng. Thế hệ cuối cùng sinh ra trong mùa hè sẽ có một giai đoạn không sinh sản (giai đoạn đình sản), có thể kéo dài bảy tháng hoặc lâu hơn. Trong giai đoạn đình sản, bướm vua sẽ bay đến một địa điểm trú đông. Chúng không sinh sản cho đến khi rời điểm trú đông vào tháng hai hoặc tháng ba.
Để hoàn thành một chặng đường di cư, chúng phải trải qua 3 đến 4 đời. Bướm vua cũng là một trong số ít loài côn trùng có thể vượt qua Đại Tây Dương.

## Môi trường sống
Bướm vua phân bố tại nhiều dạng môi trường sống, chẳng hạn như trên cánh đồng, đồng cỏ, công viên, các khu vườn, cây xanh và lề đường. Chúng trú đông trong các lùm cây lá kim.

## Thức ăn của bướm trưởng thành
Bướm vua trưởng thành thường hút mật của các loài sau:
- Apocynum cannabinum
- Asclepias californica
- Asclepias incarnata
- Asclepias syriaca
- Asclepias tuberosa
- Aster sp.
- Cirsium sp.
- Daucus carota
- Dipsacus sylvestris
- Erigeron canadensis
- Eupatorium maculatum
- Eupatorium perfoliatum
- Hesperis matronalis
- Medicago sativa
- Solidago sp.
- Syringa vulgaris
- Trifolium pratense
- Vernonia altissima[23]

Bướm đực cũng thường đậu trên đất ẩm, sỏi ướt để hấp thụ ẩm và chất khoáng, tập tính này được gọi là "tắm bùn". Chúng thậm chí còn thực hiện hành vi này trên các vết dầu ở vỉa hè.

### Minh họa vòng đời của bướm vua

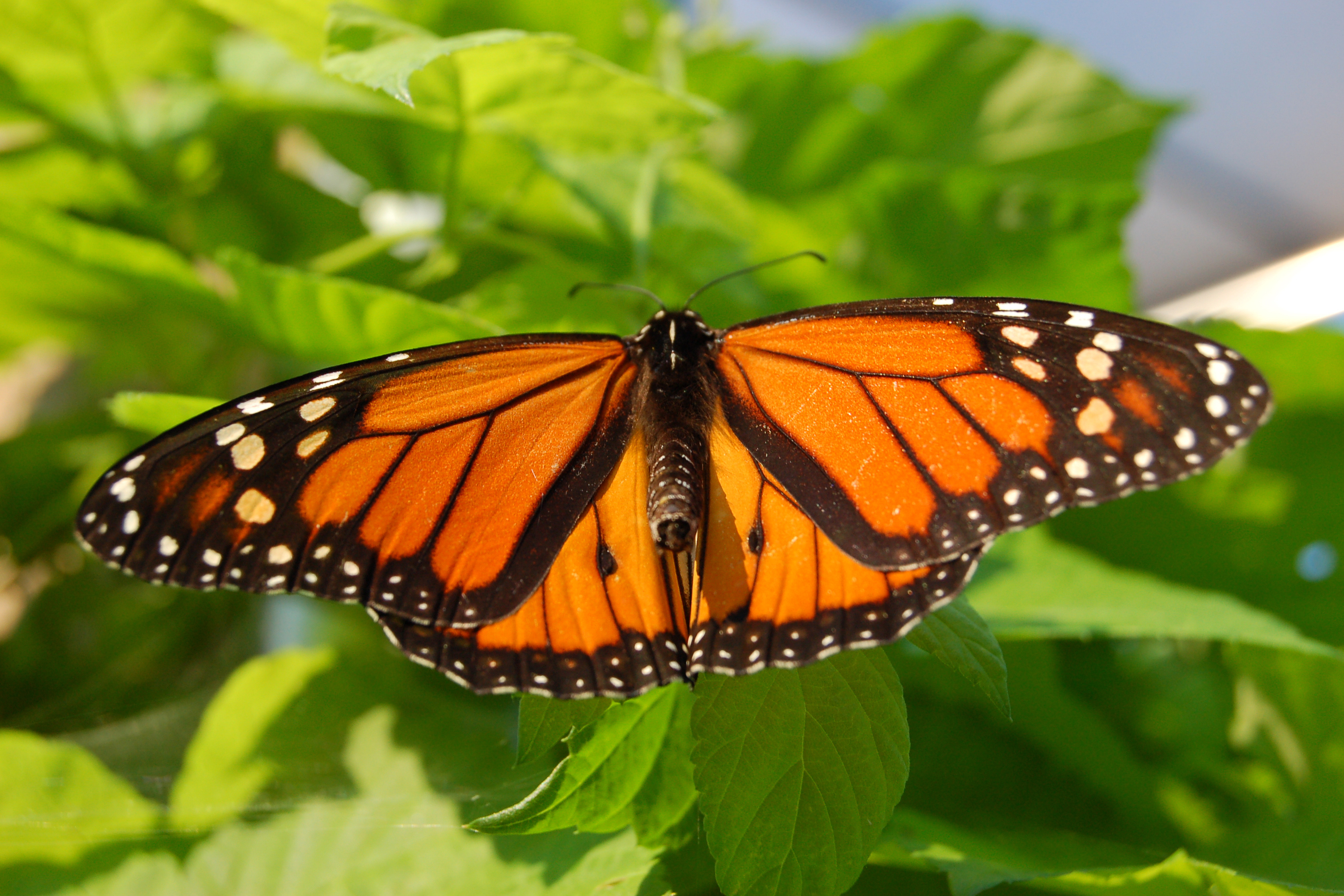
Bướm đực xòe cánh để hấp dẫn con cái
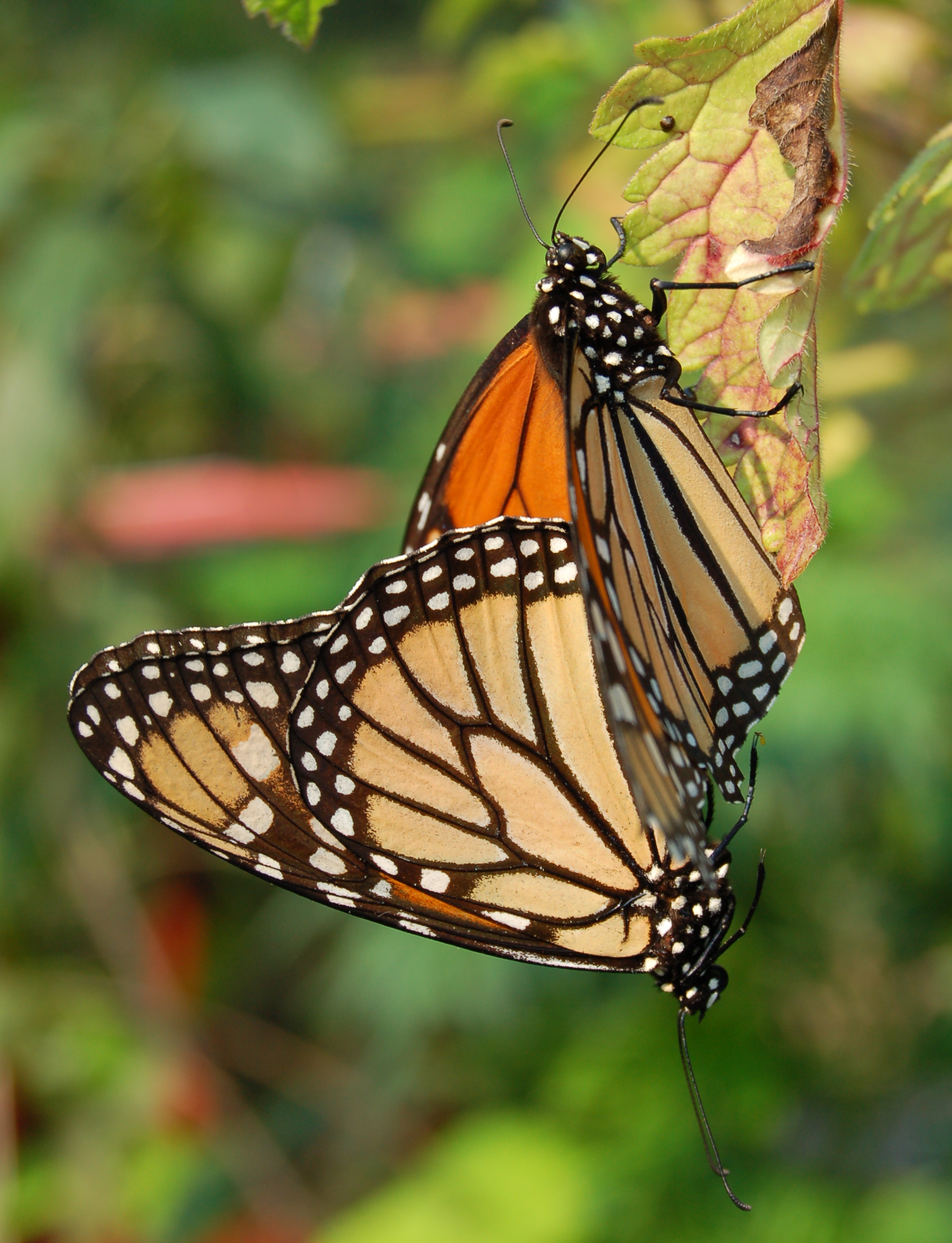
Bướm vua đang giao phối
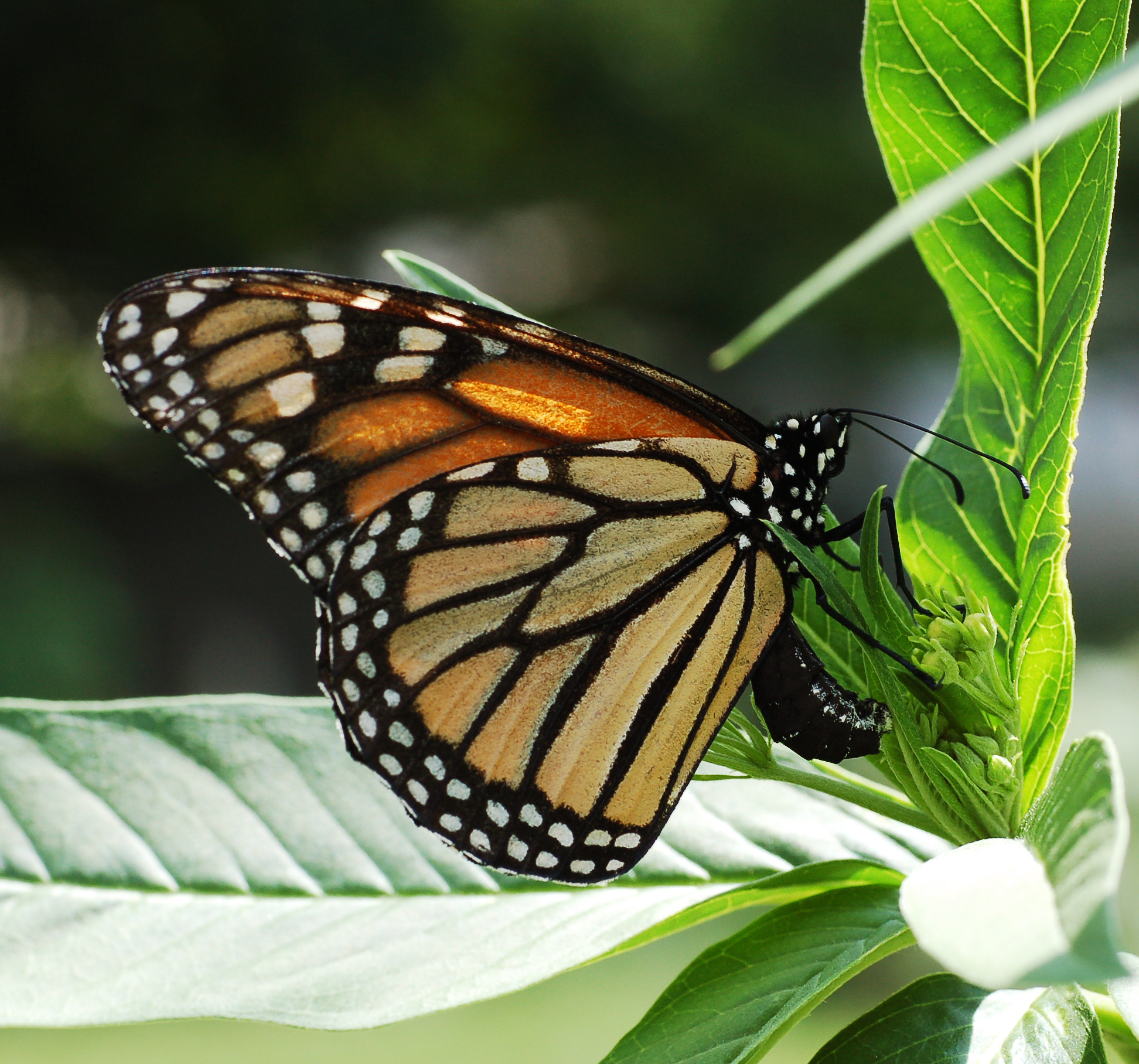
Bướm vua đẻ trứng trên cây Asclepias curassavica
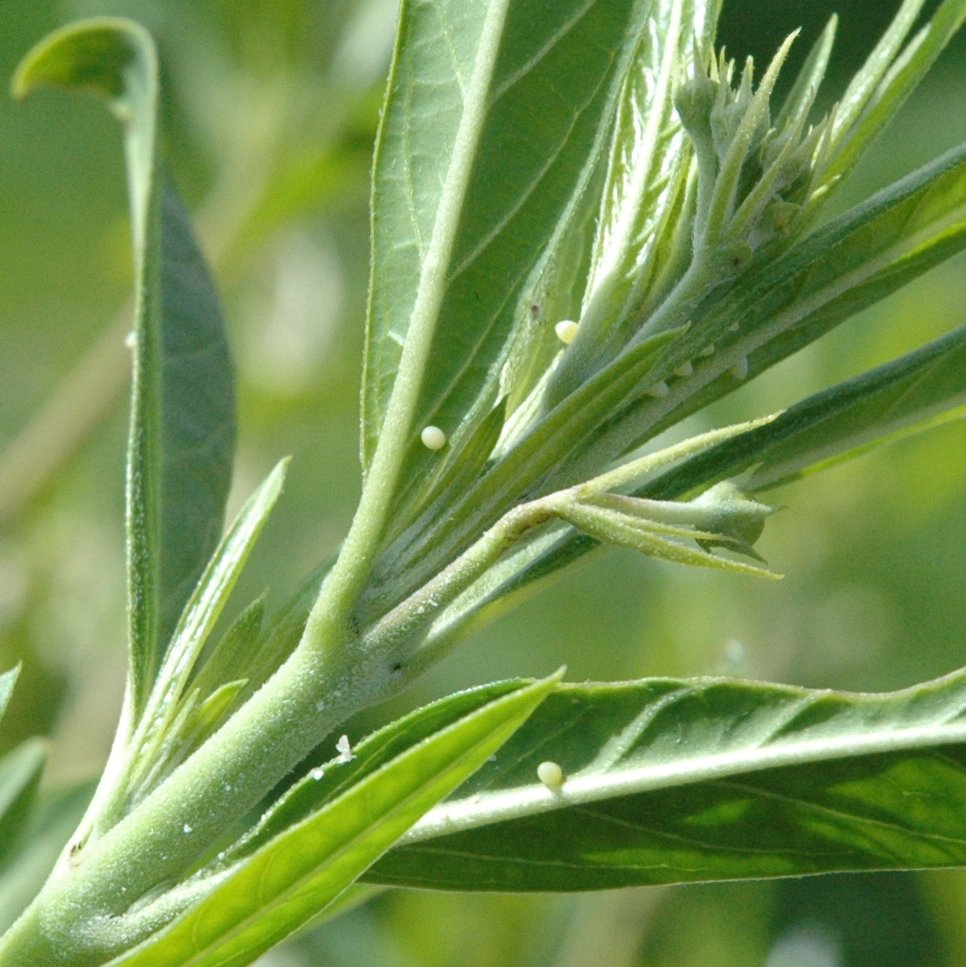
Trứng bướm vua
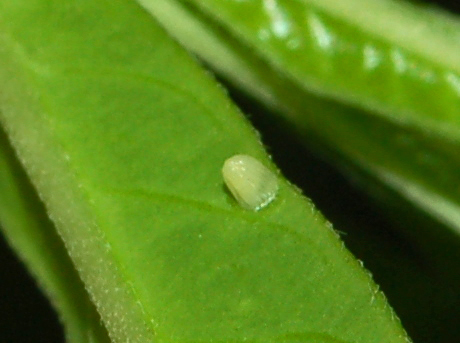
Trứng bướm vua chụp gần
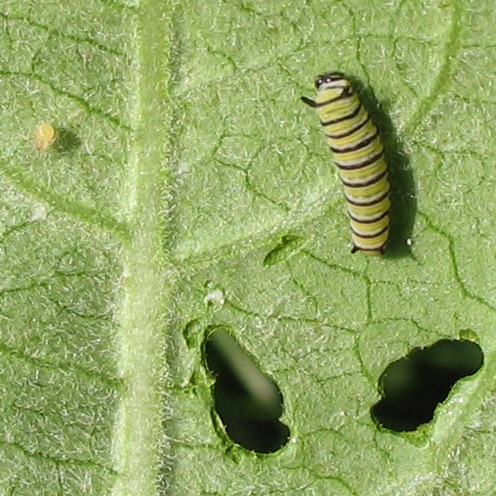
Sâu bướm giai đoạn đầu
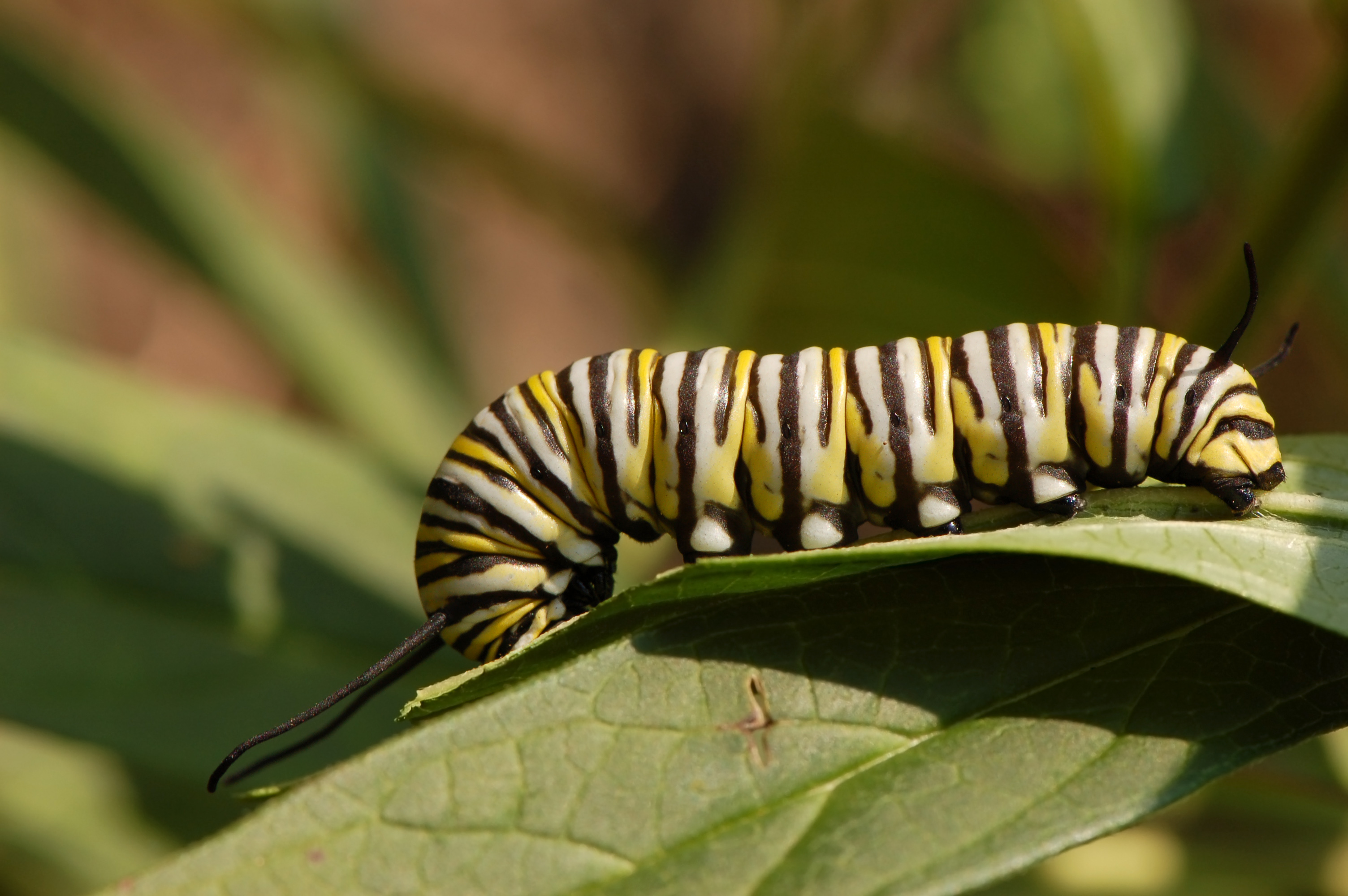
Sâu bướm giai đoạn sau
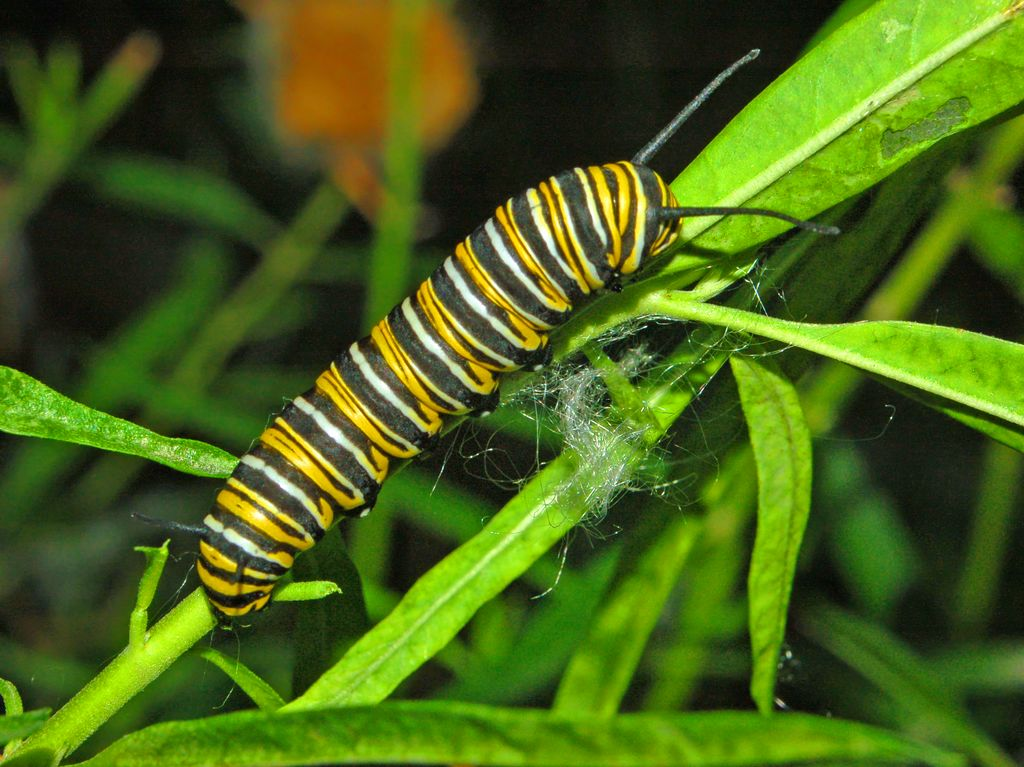
Sâu bướm giai đoạn sau đang ăn lá
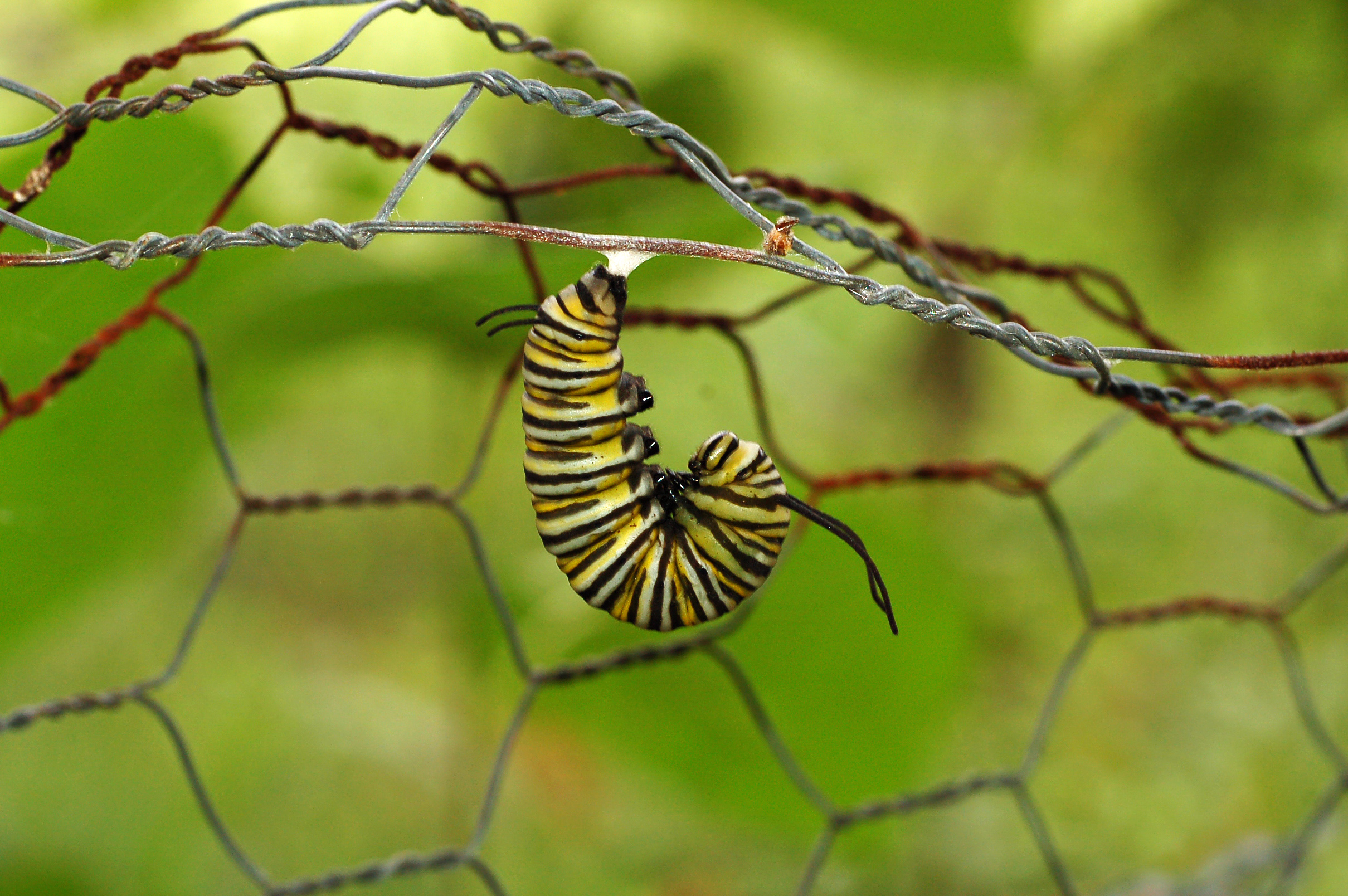
Sâu bướm đang hóa nhộng
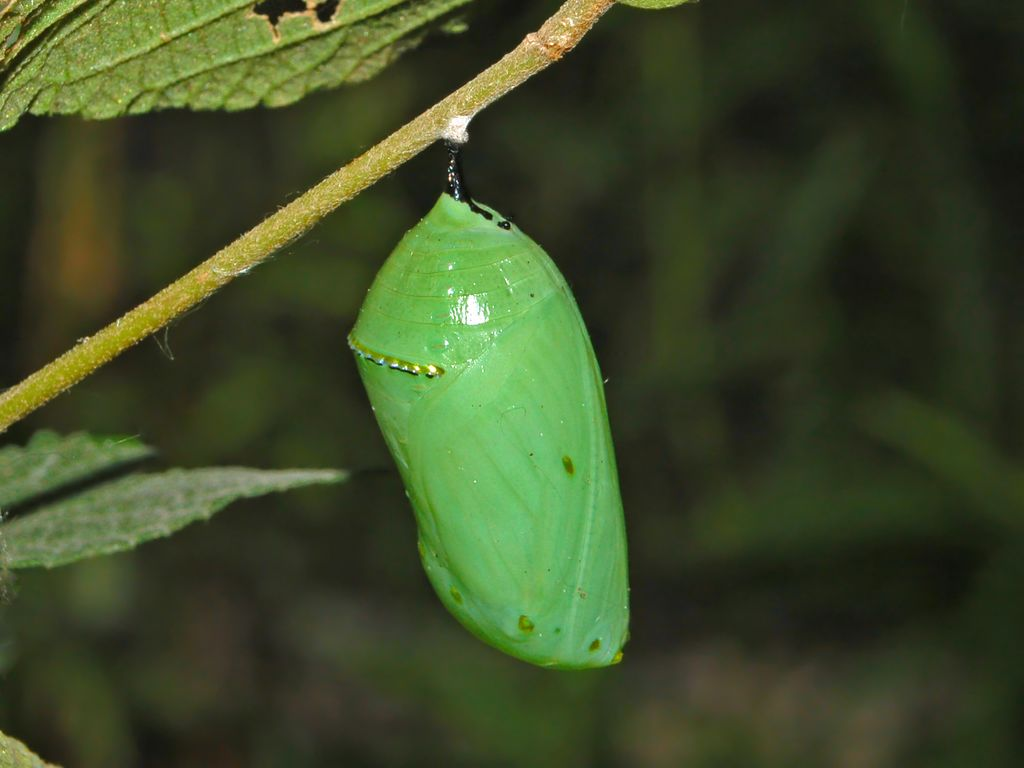
Kén bướm vua giai đoạn đầu
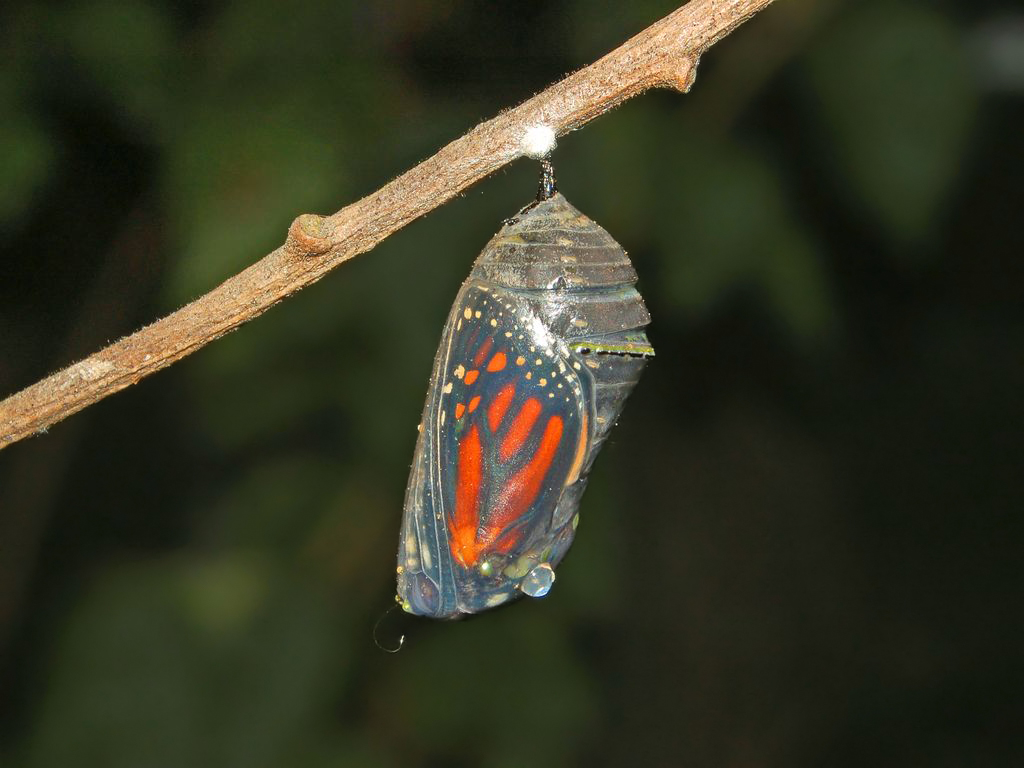
Kén bướm vua giai đoạn sau
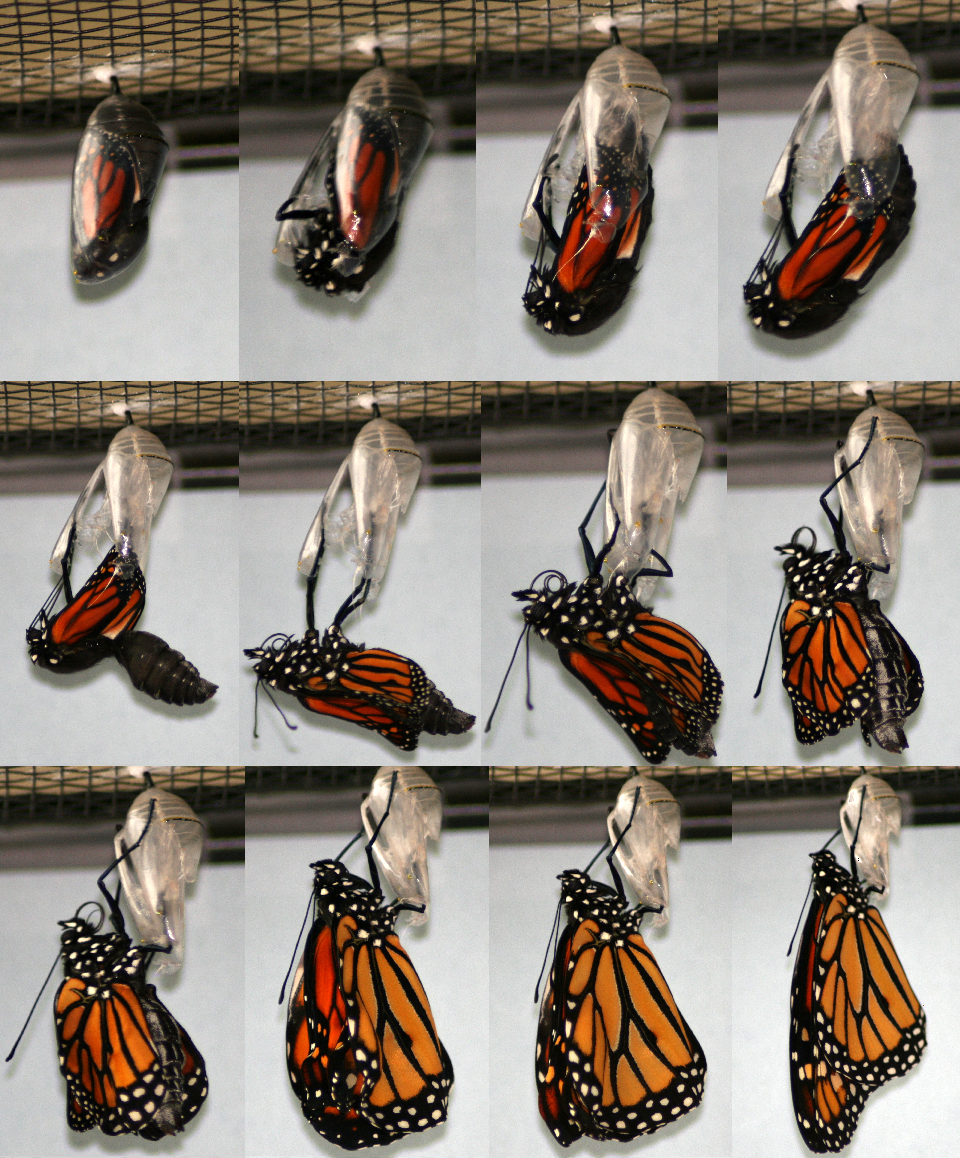
Bướm vua thoát ra từ kén
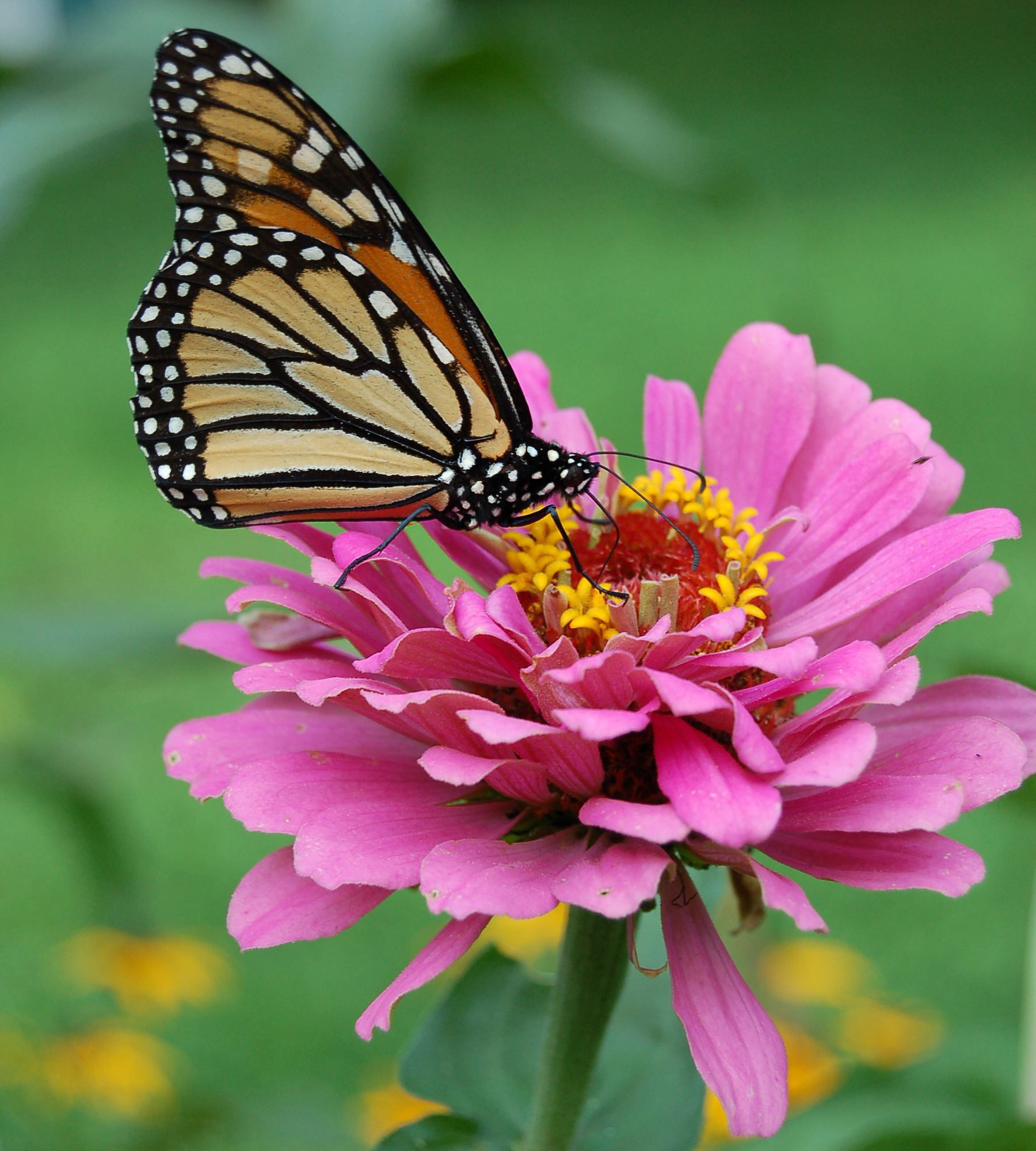
Bướm trưởng thành trên hoa Zinnia
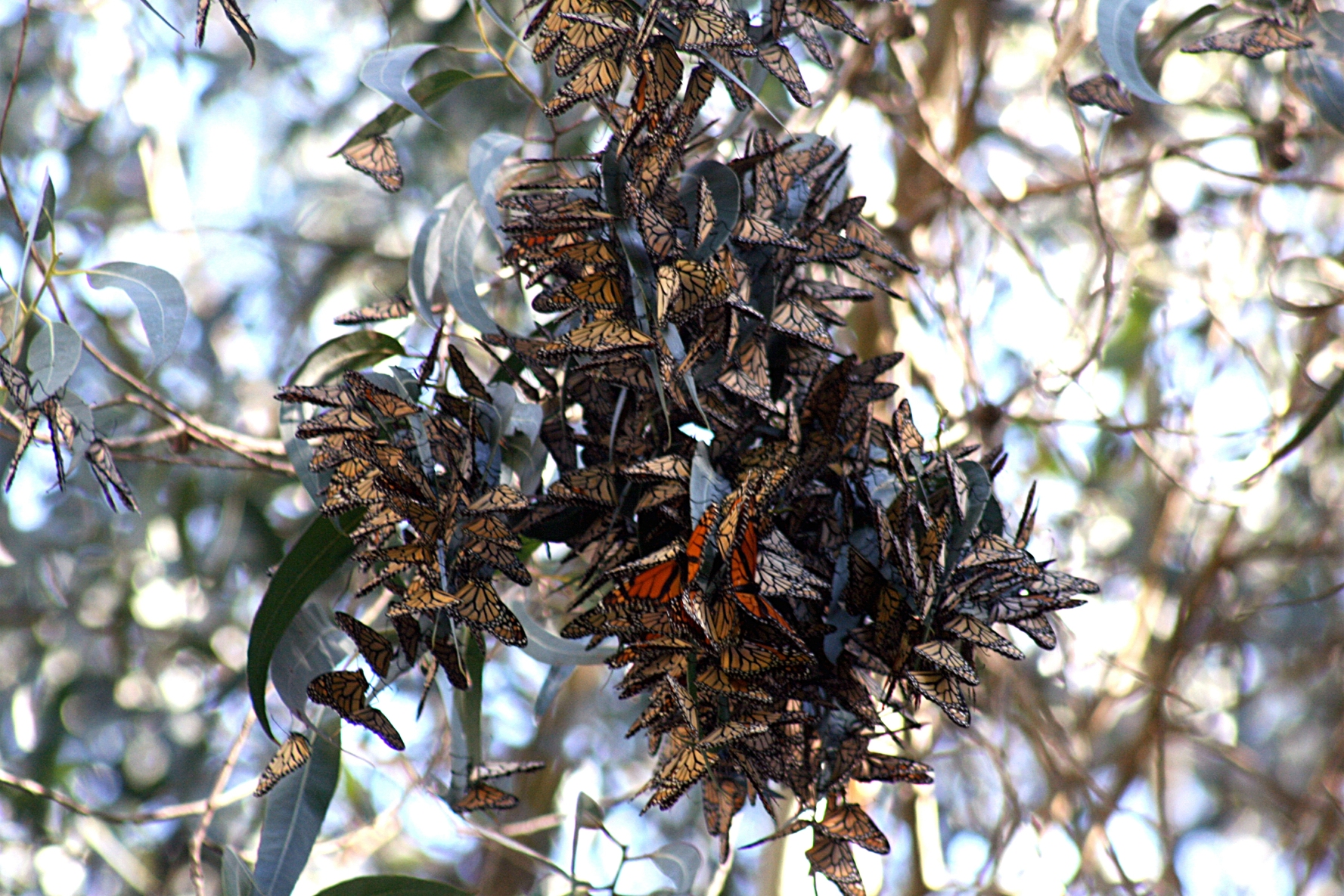
Bướm vua trú đông

## Cây chủ
Cây chủ của bướm vua:
Châu Mỹ:
- Asclepias amplexicaulis
- Asclepias asperula
- Asclepias californica
- Asclepias cordifolia
- Asclepias curassavica
- Asclepias curtissii
- Asclepias eriocarpa
- Asclepias erosa
- Asclepias exaltata
- Asclepias fascicularis
- Asclepias humistrata
- Asclepias incarnata
- Asclepias linaria
- Asclepias meadii
- Asclepias nivea
- Asclepias purpurascens
- Asclepias speciosa
- Asclepias subulata
- Asclepias subverticillata
- Asclepias syriaca
- Asclepias tuberosa
- Asclepias verticillata
- Calotropis gigantea
- Calotropis procera
- Cynanchum laeva
- Sarcostemma clausa [16][17]

Châu Phi:
- Gomphocarpus physocarpus (syn Asclepias physocarpa)
- Gomphocarpus fruticosus (syn Asclepias fruticosa)

Châu Au:
- Cynanchum acutum (loài bản địa)